# Godfrey Pinkerton
Godfrey Pinkerton (1858-1937) foi um arquiteto britânico baseado em Londres.

## Biografia

### Vida
Godfrey Pinkerton nasceu em Godstone, Surrey, Inglaterra. O terceiro filho de George Pinkerton (1823, Rússia [Assunto Britânico] - 1899 Kingston, Surrey) e Mary, née Easum (1823, Stepney - 1868, St. Pancras). Seus irmãos eram Eustace (nascido em 1852, Stoke Newington), membro da Bolsa de Londres, Algernon Robert (nascido em 1853, Stoke Newington - d.1937 Rokeby, Tasmânia, Austrália), o poeta e tradutor Percy E. Pinkerton (1855, Stoke Newington, Middlesex - 1946, Porthleven, Cornwall) e Mary (nascida em 1860, Godstone, Surrey), que se casou com o advogado Gilbert Mainwaring Robinson. Seu avô era o reverendo Dr. Robert Pinkerton DD, principal agente da Sociedade Bíblica Britânica e Estrangeira (BFBS). Ele morreu em Kensington, Londres.

### Carreira
Ele freqüentou a Escola de Arte de Liverpool e foi articulado com a H & HP Fry de Liverpool de 1875 a 1879 e permaneceu como assistente. Ele foi assistente de Henry Saxon Snell desde 1880 e começou sua própria prática em Londres a partir de 1884.
Ele foi nomeado membro da Royal Institution of British Architects (FRIBA) em 1908 e operou a partir de escritórios na 39 St. Andrew's Square em Surbiton, depois 10 Lincoln's Inn Fields antes da Primeira Guerra Mundial e, em seguida, 2 Gray's Inn Sq, Londres, WC1.

### Trabalho

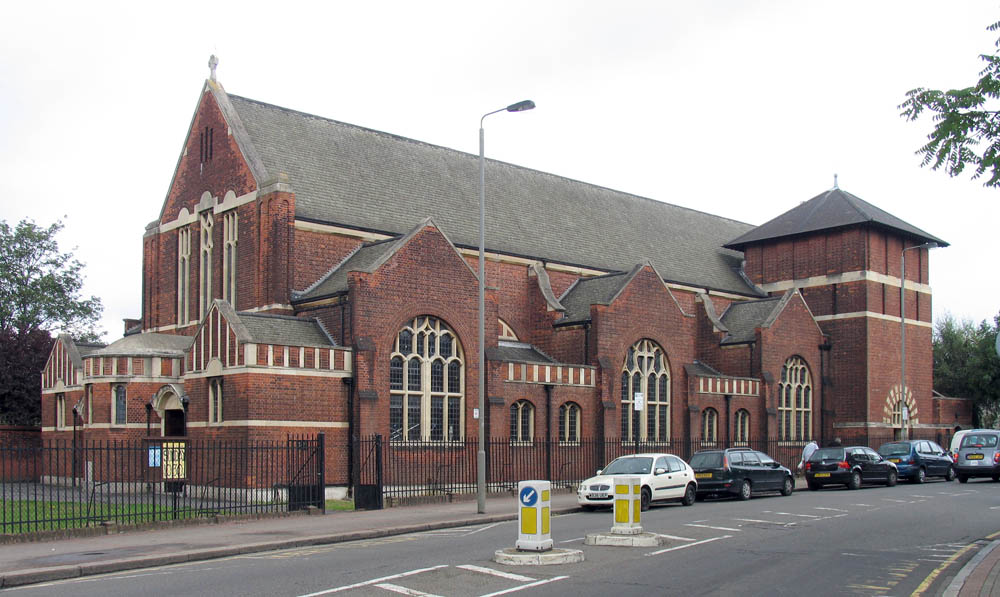
Igreja de Santa Maria, Keble Street, Summerstown

- Salão Paroquial de São Marcos, Balaclava Road, Surbiton, 1888-89[3]
- Igreja de Santa Maria, Summerstown, Londres, SW17. 1903 listado na categoria II[4]
- Construção nacional em edifícios do pavilhão, Brigghton de Westminster Bank. Lista de 1905 grau II
- St Edith's Hall, Kemsing. 1911 Grau II listado
- Memorial de guerra de Kemsing. 1921, grau II listado

### Vida pessoal
Ele morreu em Kensington em 1937, e parece que ele nunca se casou.